# 테리 키니
테리 키니(Terry Kinney, 1954년 1월 29일 ~ )는 미국의 배우이다.

## 출연 작품
- 옥시즌
- 보디 에일리언
- 노벰버 크리미널즈 - 칼스태트 교장 역
- 마일 22 - 조니 포터 역
- 나는 악마를 사랑했다 - 마이크 피셔 역